# SN 2007er
SN 2007er – supernowa typu II odkryta 17 czerwca 2007 roku w galaktyce A161041+1517. W momencie odkrycia miała maksymalną jasność 20,10m.